# شفلرية ألبية
شفلرية ألبية (الاسم العلمي:Schefflera alpina) هي نوع من النباتات تتبع جنس الشفلرية من الفصيلة الأرالية.